# Plàtan d'orient
El plàtan d'orient (Platanus orientalis) és una espècie d'angiosperma de la família Platanaceae. És un gran arbre caducifoli àmpliament distribuït i d'una llarga vida. Es troba sovint d'una manera natural en les ribes dels rius, juntament amb arbres com ara verns, salzes i pollancres. No obstant això, és perfectament capaç de desenvolupar-se en sòls secs una vegada que s'hi estableix.

## Distribució
La seva àrea de distribució nativa inclou almenys Euràsia des dels Balcans fins a l'Iran. Alguns autors estenen la seva àrea de distribució des de la península Ibèrica per l'oest, fins als Himalàies per l'est. Doncs s'ha sabut que es conrea des d'èpoques antigues en moltes d'aquestes regions, sent difícil d'establir si verdaderament és indígena.
Generalment es denominen com plàtans d'ombra als arbres que es troben a Europa, i de Çinar a Turquia i Chenar o els noms relacionats en Iran i l'Índia.